# Johann Nepomuk von Roll zu Bernau
Freiherr Johann Nepomuk von Roll zu Bernau (* 1. September 1761 auf Schloss Bernau in der Gemeinde Leibstadt; † 19. August 1832 in Konstanz) war Domkapitular und Domdekan in Konstanz und Domherr in Osnabrück sowie Domizellar in Worms.

## Leben

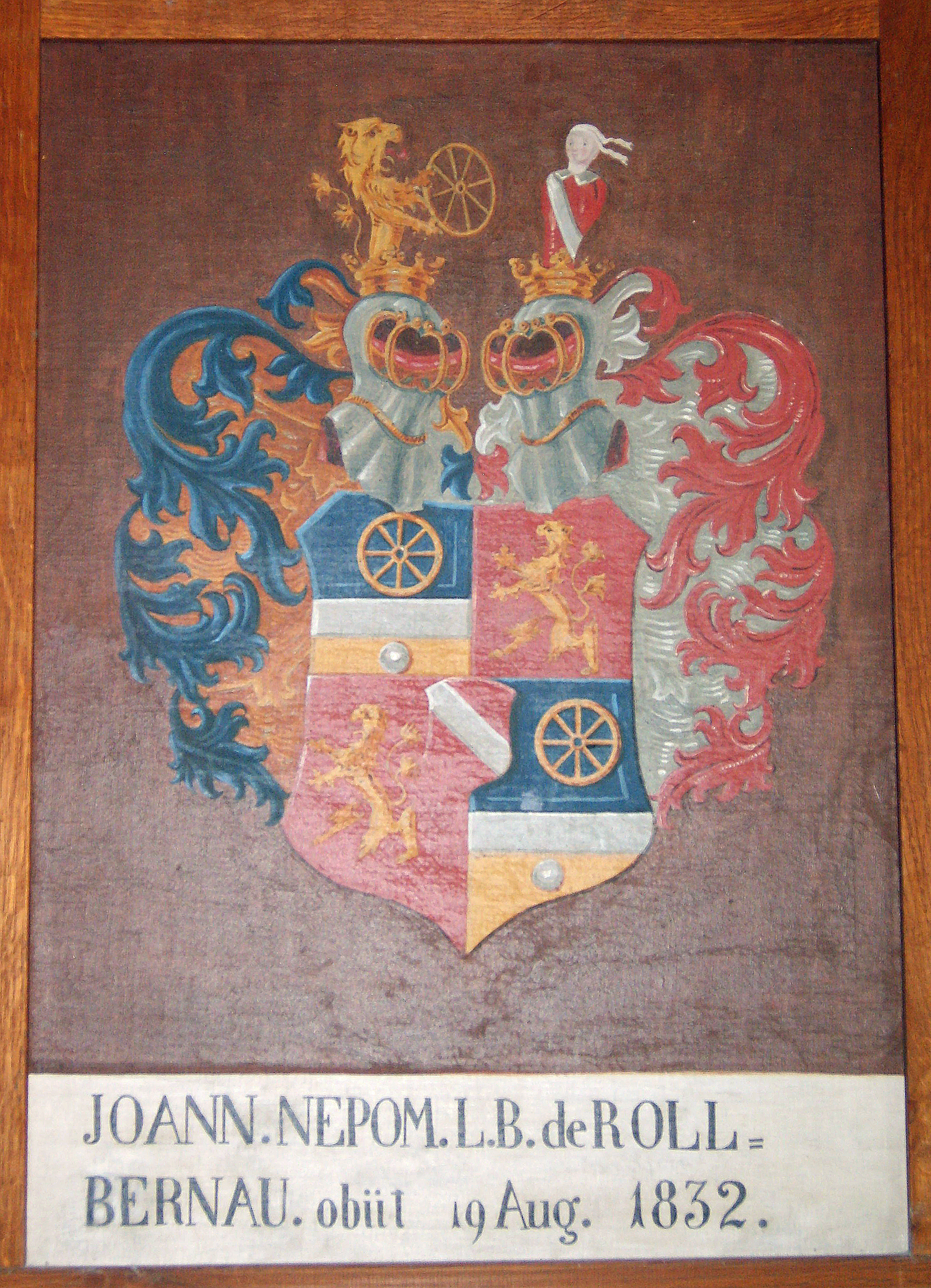
Gedenktafel für Johann Nepomuk von Roll zu Bernau im Kreuzgang des Konstanzer Münsters

Johann Nepomuk stammte aus dem Schweizer Adelsgeschlecht Roll zu Bernau. Sein Vater war Leopold Anton Freiherrn von Roll zu Bernau. Sein Bruder war Anton von Roll zu Bernau.
Er studierte von 1779 bis 1781 und 1786 bis 1788 in Freiburg Rechtswissenschaften. Am 30. Juni 1772 erhielt er beim Konstanzer Domkapitel eine Exspektantenstelle und legte am 10. September 1777 seinen Amtseid ab. Am 11. Oktober 1782 wurde er ins Kapitel eingeführt. Er war zunächst Subdiakon, seit 1790 Domherr, seit 1793 Kanonikus des Domstiftes in Konstanz, zuletzt war er Domdekan am Konstanzer Münster.
Er war Nachfolger des ehemaligen Verwesers und vormaligen Generalvikar des Bistums Konstanz, Ignaz Heinrich Karl Freiherr von Wessenberg. Am 5. August 1832 wurde ihm durch den Rat der Stadt die Ehrenbürgerwürde für seinen Einsatz um die „Arbeitsanstalten“ in der Mädchenschule Zoffingen und für sein wohltätiges Engagement verliehen.
Johann Nepomuk starb in Konstanz und wurde im Konstanzer Münster bestattet.